# Breidvika
Breidvika est une localité du comté de Nordland, en Norvège.

## Géographie
Administrativement, Breidvika fait partie de la kommune de Hadsel.